# En ballad om för länge sen
En ballad om för länge sen är låten som Ann-Louise Hanson tävlade med i den svenska Melodifestivalen 1966, där den slutade på fjärde plats.
- Musik: Robert Meyer
- Text: Gösta Rybrant
- Arrangemang: Olle Elgenmark Svenska Orgelsällskapets hemsida

Den låg på Svensktoppen i sammanlagt sju veckor, 26 februari-9 april 1966.

### Fotnoter
1. ↑  Svensktoppen - 1966, läst 20 september 2012